# Обсада на Бурса
Обсадата на Бурса (наричана още Пруса, Проуса, Бруса или Броуса) е проведена от 1317/20 г. до превземането на Бурса на 6 април 1326 г. от османските турци, след продължителнителни опити за завладяването му. В началото те не успяват да превземат града. Липсата на данни на този етап от войната означава, че града е паднал само след 10 години. Някои източници смятат, че са девет години, а други държат на 8 години.